# Mutilation

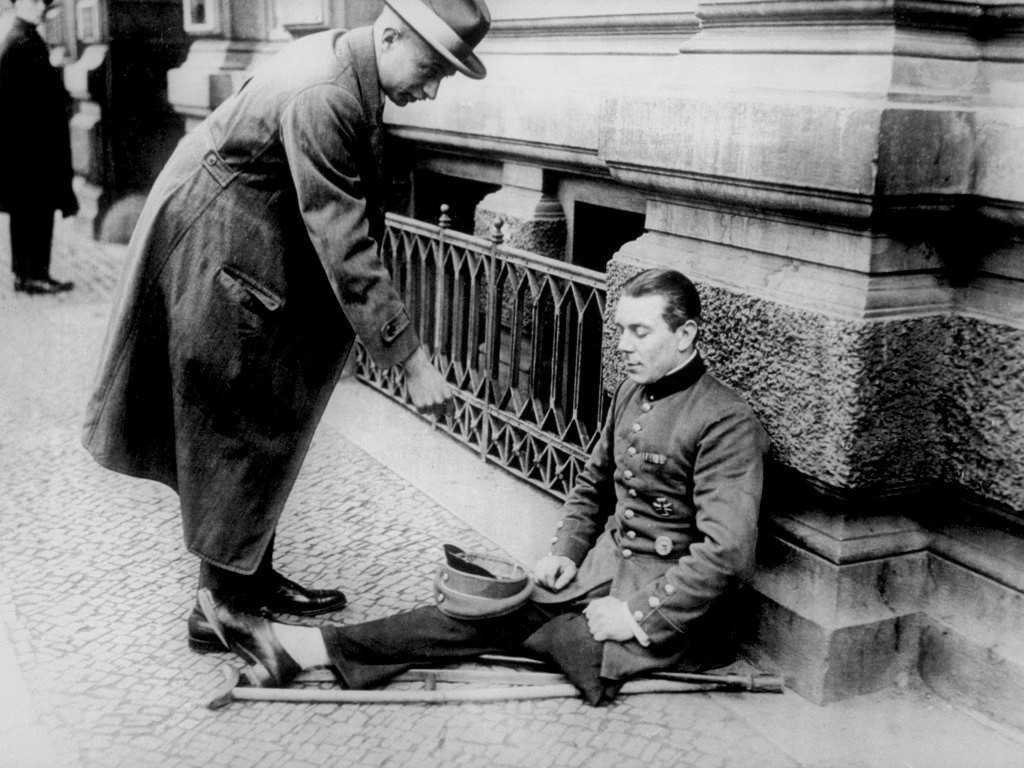
Différentes guerres et les guerres mondiales ont laissé de nombreux mutilés. Ici : Mutilé de guerre allemand, après la Première Guerre mondiale. (cette photo a pu être faite et/ou utilisée dans un contexte de propagande).

La mutilation est une perte partielle/totale d'un membre, d'un organe ou la destruction/dégradation partielle d'une ou plusieurs parties du corps sans cause intentionnelle de donner la mort. Le terme mutilation désigne également l'action de mutiler, c'est-à-dire, amputer avec violence ou détruire/dégrader partiellement une partie du corps. Les mutilations physiques peuvent être volontaires ou involontaires ; les mutilations font notamment partie des nombreuses séquelles laissées par les guerres.
En France, il existait un statut particulier de mutilé de guerre (ou d'invalide de guerre) et la loi du 2 janvier 1918 a institué un Office National des Mutilés et Réformés de guerre, notamment destiné à subventionner des écoles de rééducation après l'armistice de 1918. La loi du 26 avril 1924 a obligé les employeurs à embaucher tout ancien militaire percevant une pension d’invalidité ; c'était la première fois en France qu'une loi de discrimination positive obligeait des entreprises privées à employer une certaine catégorie de travailleurs. Après la Seconde Guerre mondiale, la loi du 2 août 1949 a généralisé l’aide à la réinsertion à tous les grands infirmes en créant une Allocation de Compensation aux Grands Infirmes Travailleurs et en ouvrant la formation professionnelle à tous les grands infirmes.

## Mutilation volontaire
Des mutilations peuvent être ou ont pu être infligées à autrui dans le cadre de tortures, de peines punitives et de certains conflits où la mutilation des soldats vaincus visait à retirer définitivement à l'ennemi un potentiel de combattants qualifiés, qu'il lui faudrait du temps pour reconstituer. Ainsi la mutilation des francs-archers anglais par les armées de Charles VII après 1428 ou la mutilation des lansquenets par les mercenaires suisses pendant la guerre de Souabe.

L'auto mutilation peut être vécu comme un châtiment corporel  (ex. flagellation en contexte religieux, autopunition pour un crime, réel ou imaginé) ou pour toute autre raison. Des automutilisations de type scarification, brûlure de cigarette ou autres sont souvent associés à des séquelles psychologiques (stress post-traumatique) ou à des causées par de divers facteurs génétiques ou environnementaux ; dans ce cas, un individu pourrait lui-même pratiquer une automutilation volontaire.

### Peine juridique
La mutilation a été (et est) pratiquée par diverses sociétés humaines en réponse à certains crimes. Alternative à la peine capitale, ce châtiment corporel revêt le plus souvent, par delà les conséquences irréversibles pour le condamné, un caractère symbolique. Il vise à frapper l'imagination des justiciables et s'appuie souvent sur la loi du talion (ou un principe moral similaire). C'est donc une pratique qui a surtout valeur d'exemple, et se développe en principe dans les états où l'autorité judiciaire est, paradoxalement, faible ou peu efficace, et qui pour cette raison s'appuie sur la terreur.
La mutilation est généralement en rapport direct avec le crime commis, ce qui lui confère un aspect symbolique :
- le refus de voir la vérité (la lumière, dans le symbolisme chrétien orthodoxe) conduisait à l'aveuglement par énucléation chez les Grecs byzantins[2],[3] ;
- le fait de mentir valait d'avoir la langue coupée[4] ou transpercée (comme dans le cas du prédicateur Jan Matthijs) ;
- le refus d'entendre une vérité valait d'avoir les oreilles tranchées. C'est ainsi qu'en Angleterre, par exemple, les pamphlétaires qui s'en étaient pris dans leurs écrits à l'Anglicanisme sous le règne de l'archevêque William Laud, subirent ce châtiment. Dans les années 1630, le Dr. Alexander Leighton et d'autres Puritains : John Bastwick, Henry Burton et William Prynne, subirent le même sort. En Écosse, l'un des Covenantaires, James Gavin de Douglas (Lanarkshire), eut les oreilles coupées pour refuser de reconnaître son hérésie. Peut-être faut-il interpréter de la même manière l'avertissement du capitaine espagnol dans l'affaire du capitaine Jenkins.
- La loi religieuse de la charia envisage la mutilation pour punir certains crimes précis : par exemple, les voleurs sont amputés d'une main[5] (cet exemple est mis en scène dans le film Le Patient anglais (The English Patient)).

La mutilation, en marquant le condamné, est aussi une forme d'humiliation pérenne : cet objectif est la principale raison conduisant à marquer au fer rouge certains criminels, comme les prostituées à l'époque moderne.
La faible organisation des pouvoirs judiciaires favorisait le développement de ce type de peine dans les colonies. Ainsi, plusieurs juridictions de l’Amérique coloniale y eurent recours : le voleur de bétail était condamné à avoir l'oreille clouée au pilori, voire tranchée ; un faux-monnayeur était marqué au fer rouge (ce crime était considéré par les monarchies comme un crime de lèse-majesté). Même après l'Indépendance, dans les nouveaux territoires, les juges continuèrent de faire des exemples : ainsi en 1793, le juge John McNairy, en application du Cumberland Compact de 1780, condamna le premier voleur de chevaux arrêté à Nashville, John McKain Jr., à recevoir 39 coups de fouet, à avoir les oreilles tranchées et les deux joues marquées au fer rouge avec les lettres H et T (horse thief).
Hors du monde occidental, Nebahne Yohannès, usurpateur du titre de Negus, fut condamné à avoir les oreilles et le nez tranchés, mais fut libéré. On retrouve cette forme de mutilation contre les usurpateurs dans tout le Moyen-Orient depuis des millénaires, ainsi que dans le cas de l'antipape Jean Philagathos. Pour être roi, il fallait incarner la perfection : le fait de pâtir de défauts physiques voyants suffisait à disqualifier le prétendant. Aussi le condamné était-il le plus souvent libéré ensuite pour servir d'exemple, et parce qu'il ne constituait plus une menace.

### Automutilation
L'automutilation, contrairement à la mutilation, est caractérisée par des blessures et dommages physiques directs, exclus d'intention suicidaire faite par un individu sur sa propre personne. Ce terme est utilisé depuis l'ancienne littérature dans le but d'atteindre une terminologie neutre ainsi que dans le manuel diagnostique et statistique des troubles mentaux (DSM-IV-TR). La forme la plus commune d'automutilation est la dégradation cutanée, mais l'automutilation se réfère à un large rang comportemental, ce qui inclut (mais ne s'y limite pas) brûlures, griffures, cognement de certaines parties du corps, réouverture d'anciennes plaies cutanées, arrachage de cheveux (trichotillomanie) et ingestion de substances ou objets tranchants ou artificiels toxiques,. Les comportements associés à un abus substantiel et aux troubles des conduites alimentaires ne sont généralement pas considérés comme automutilation car les dommages infligés à l'organisme ne sont pas intentionnels. Bien que le suicide ne soit pas directement lié à l'automutilation, la relation entre automutilation et suicide est complexe car les blessures intentionnelles peuvent être une menace pour l'individu. Il existe également un risque élevé de suicide chez les individus qui se mutilent,. Dans 40–60 % des cas de suicides, les individus s'automutilent. Cependant, les individus qui s'automutilent sont perçus comme étant suicidaires, ce qui est, pour la majeure partie des cas, inexact.

## Mutilation involontaire
- Traumatisme, accident de travail ou de la vie quotidienne.